# Crotalaria simoma
Crotalaria simoma är en ärtväxtart som beskrevs av Roger Marcus Polhill. Crotalaria simoma ingår i släktet sunnhampor, och familjen ärtväxter. Inga underarter finns listade i Catalogue of Life.